# Menhir de Peyrefitte
Le menhir de Peyrefitte (appelé aussi Pierrefitte ou Pierre Fitte) est un menhir situé à Saint-Sulpice-de-Faleyrens dans le département français de la Gironde.

## Historique
Le menhir est connu de longue date. Il est mentionné dans une sentence d'Édouard Ier rendu contre J. de Grailly datée du 27 mai 1289. Il y est désigné sous le nom de Petra-fixa , nom que l'on retrouve en 1290 dans un texte juridique fixant les limites de la juridiction des maires et jurats de Saint-Émilion.
Ce monument fait l’objet d’un classement au titre des monuments historiques depuis 1889. Les pratiques culturelles liées à ce monument sont quant à elles inscrites à l'Inventaire du patrimoine culturel immatériel de la France.

## Description
Ses dimensions sont imposantes (5,20 m de haut par 3 m de large et 1,50 m d'épaisseur). Le poids du mégalithe est estimé à 50 tonnes, compte tenu de la partie enterrée. C'est le plus imposant menhir du Sud-Ouest de la France. 
Le menhir est constitué d'un bloc monolithe de section quadrangulaire et légèrement incliné taillé dans un calcaire à astéries. Il a vraisemblablement été extrait des affleurements de ce type de roche, situés à environ 2,5 km du site à Saint-Émilion.
Il présente à sa partie inférieure un étranglement, qui peut être le fait de ceux qui l'ont érigé ou d'un travail plus récent des carriers. Sur l'une de ses faces, à 0,70 m au-dessus du sol actuel, on remarque un « trou à offrandes » de forme circulaire creusé au Moyen Âge[réf. nécessaire].
Comme pour tous les menhirs, en l'absence de matériel lithique ou de céramiques retrouvées à proximité sa datation est difficile. Le menhir est vraisemblablement contemporain des nombreuses allées couvertes visibles dans la région que l'on date traditionnellement du Néolithique final (-3 500 / -2 800 av JC).
Au XIXe siècle, une tombe mérovingienne fut découverte à proximité ; elle contenait des ossements et deux clés en fer.

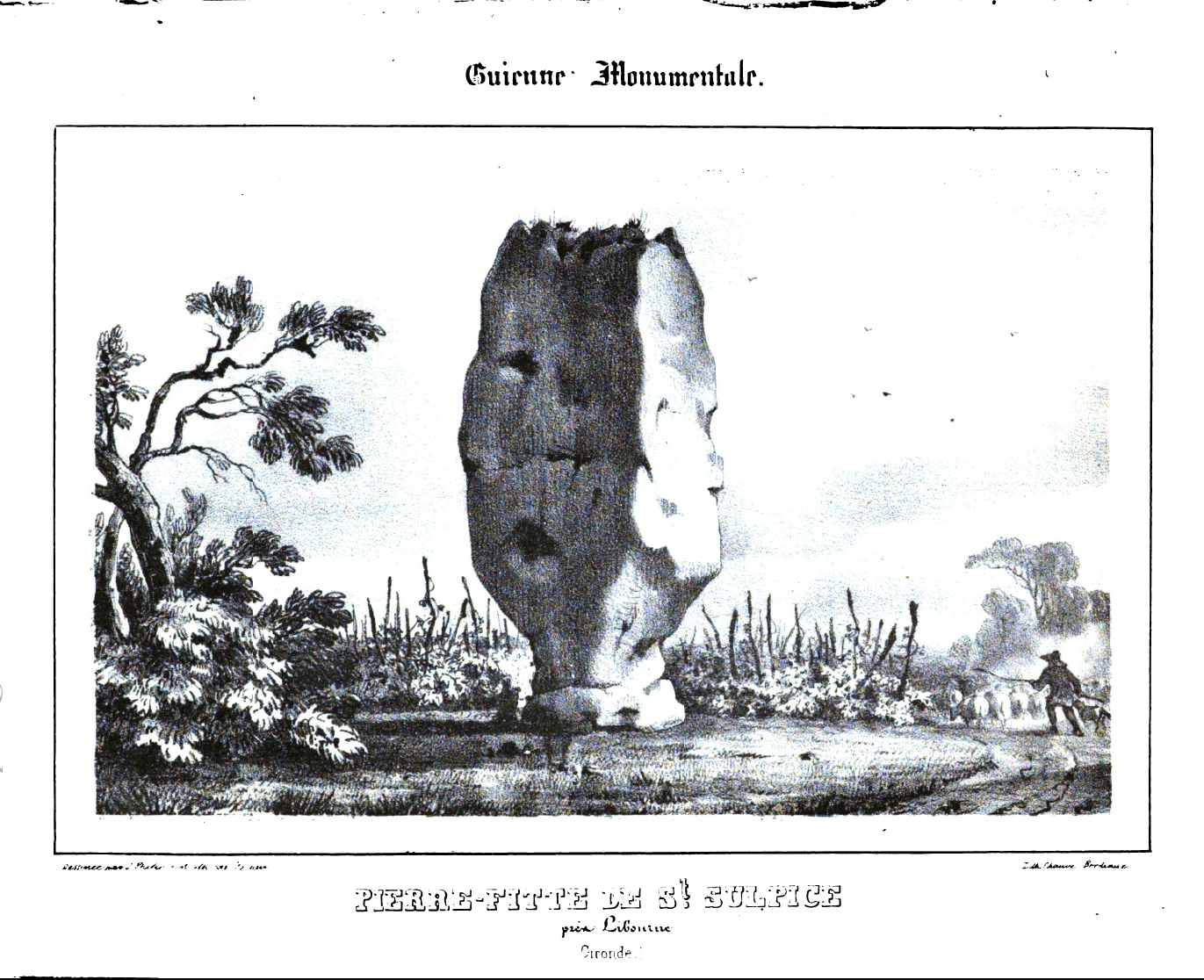
Le menhir en 1842
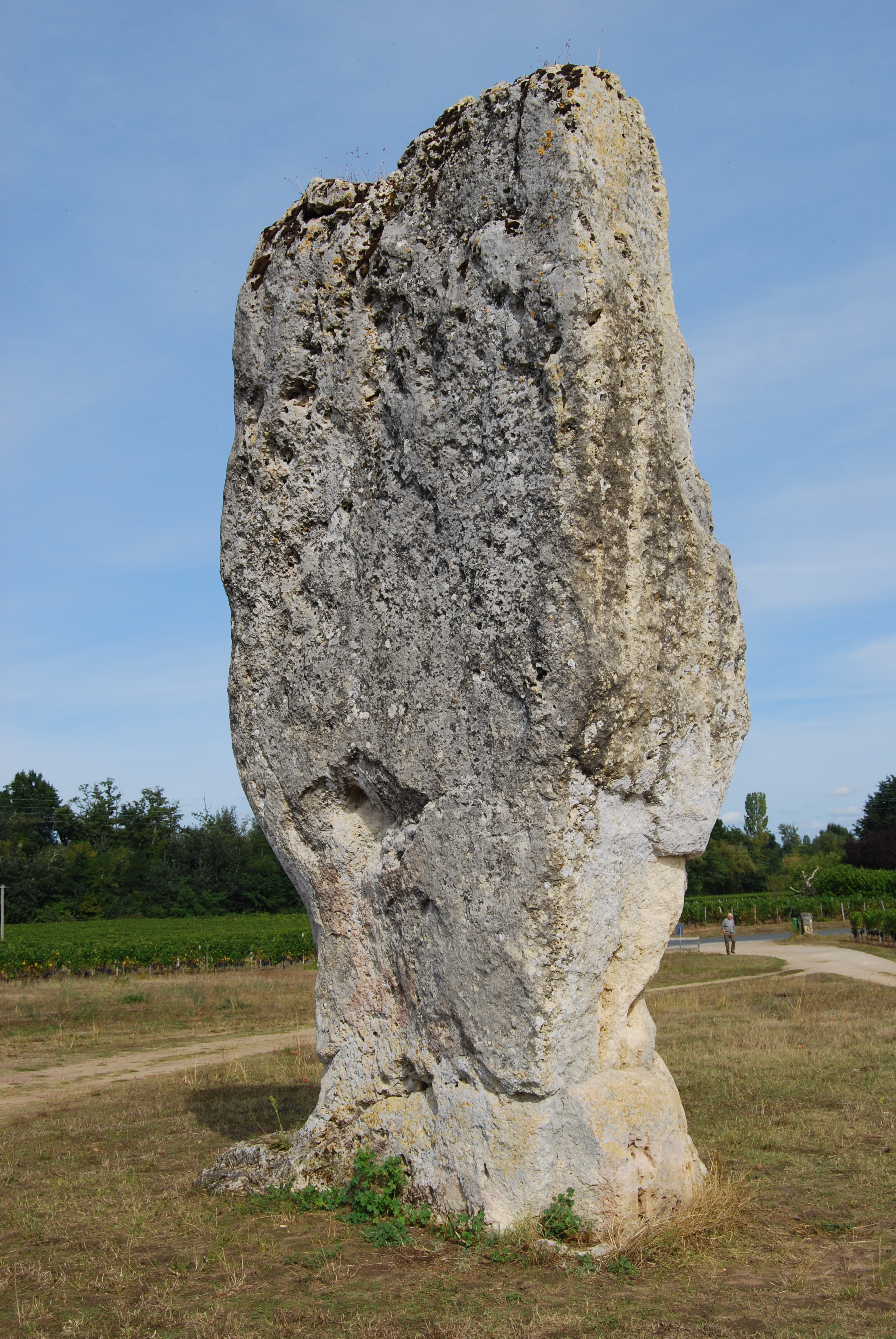
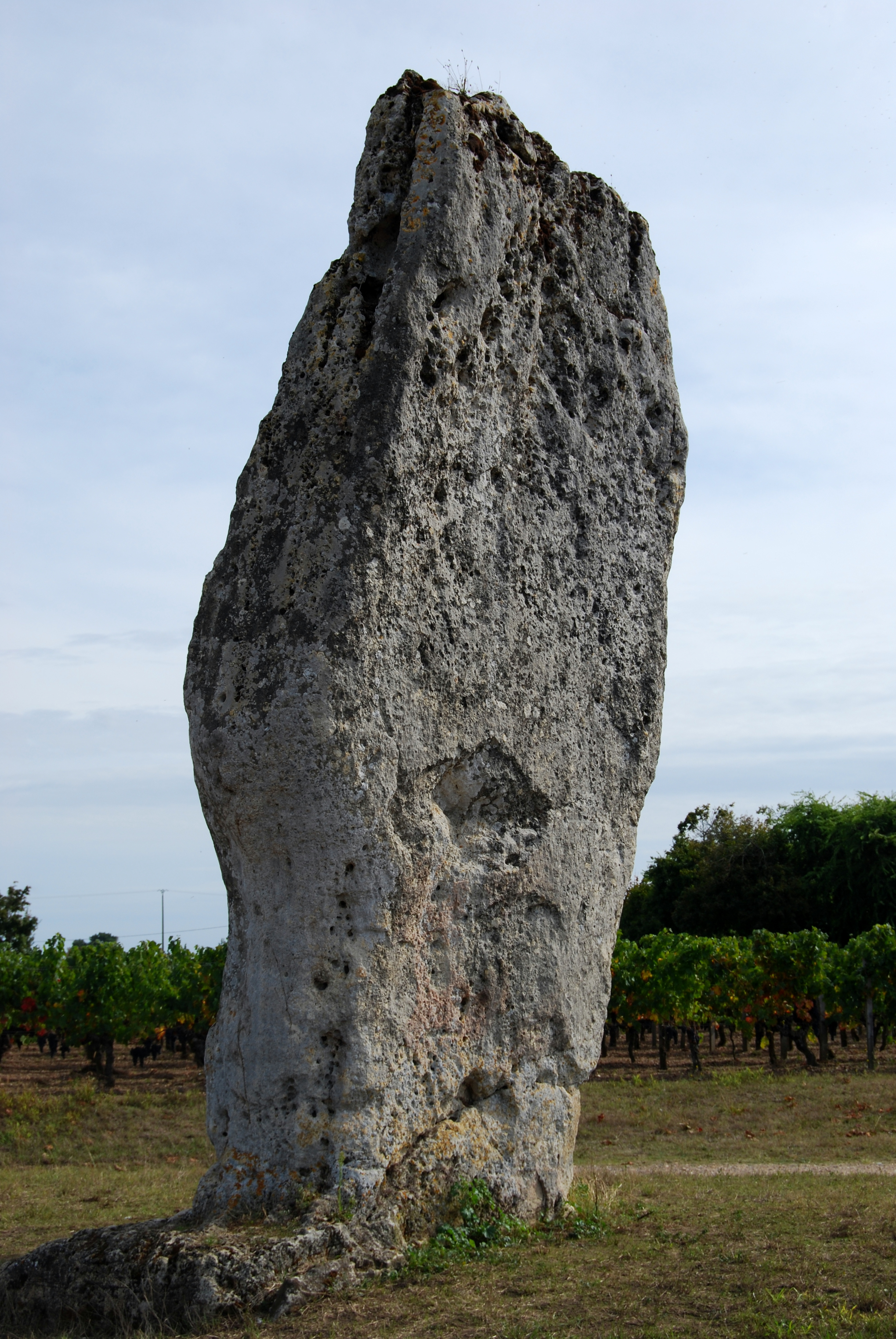
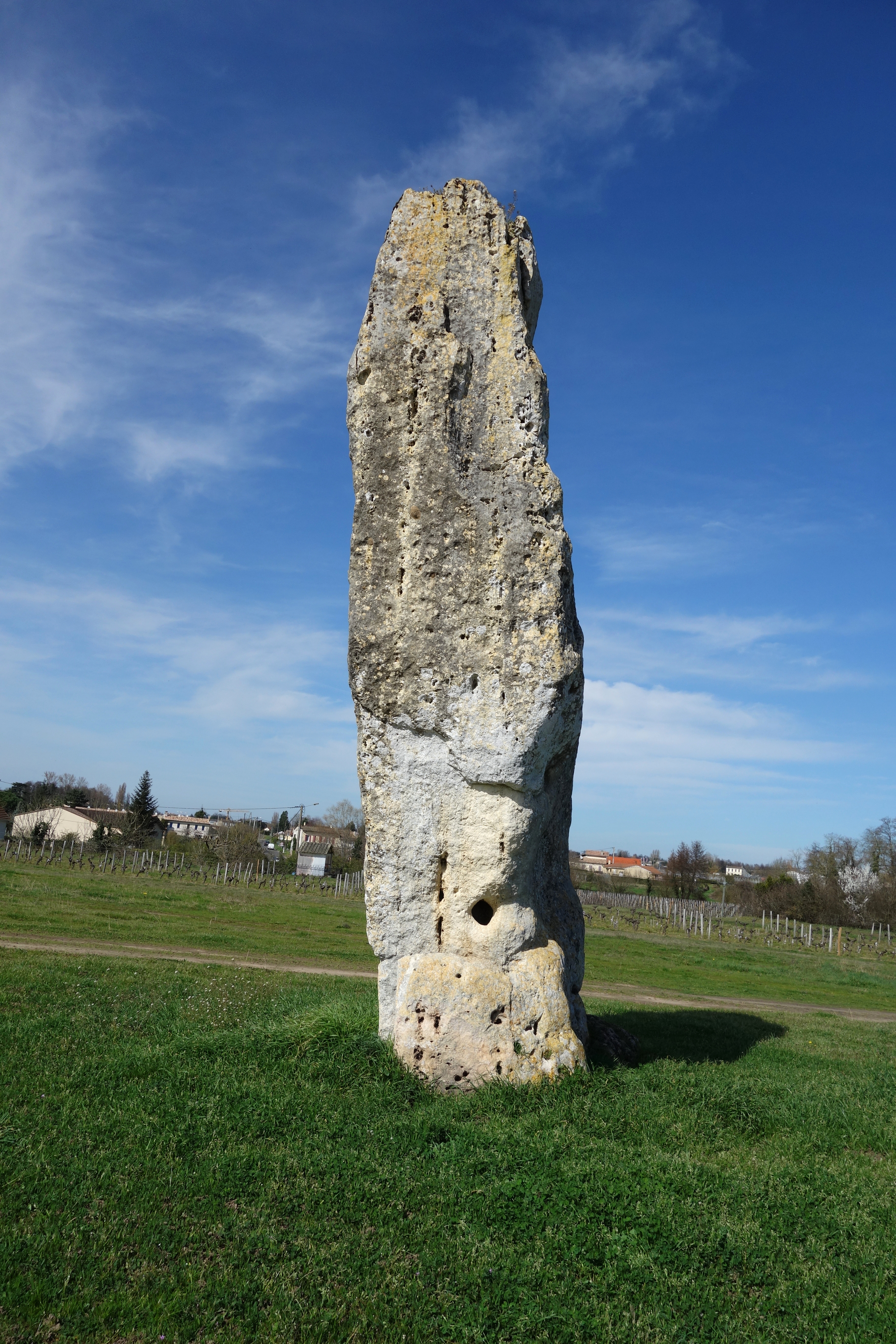

## Tradition populaire
Selon la tradition populaire, le menhir aurait été abandonné sur place par la Sainte Vierge qui se rendait à l'Abbaye de La Sauve-Majeure, la pierre étant destinée à l'origine à l'achèvement de l'un des deux clochers. Une autre tradition veut que le menhir marquerait l'emplacement d'un veau d'or et l'entrée d'un souterrain. En 1806, l'historien J.B. Souffrain soutenait qu'il aurait été érigé par les habitants de la contrée vers 1451 pour commémorer le départ des Anglais. Il va même jusqu'à avancer que le nom du mégalithe est une déformation de « Pierre de Fuite » (celle des Anglais!).
Le mégalithe aurait le don de guérir les rhumatismes, notamment ceux qui font boiter. Durant plusieurs siècles, le menhir a constitué un lieu de culte où l'on venait prier mais la Révolution de 1789 y mit un terme. De nos jours, la fête de la Saint Jean (24 juin) y donne encore lieu à des manifestations populaires. Le menhir est orné pour l'occasion. Le public s'y achemine en procession en tenant à la main une bougie allumée, en fait deux fois le tour du menhir et formule un vœu. Enfin, il va confier sa bougie au courant de la Dordogne toute proche. Certains écrivent leur vœu sur un morceau de papier transformé en petite barque et posé sur l’eau de la rivière. Un feu d’artifice renforce la signification solsticiale de la fête.